# Irena Veisaitė

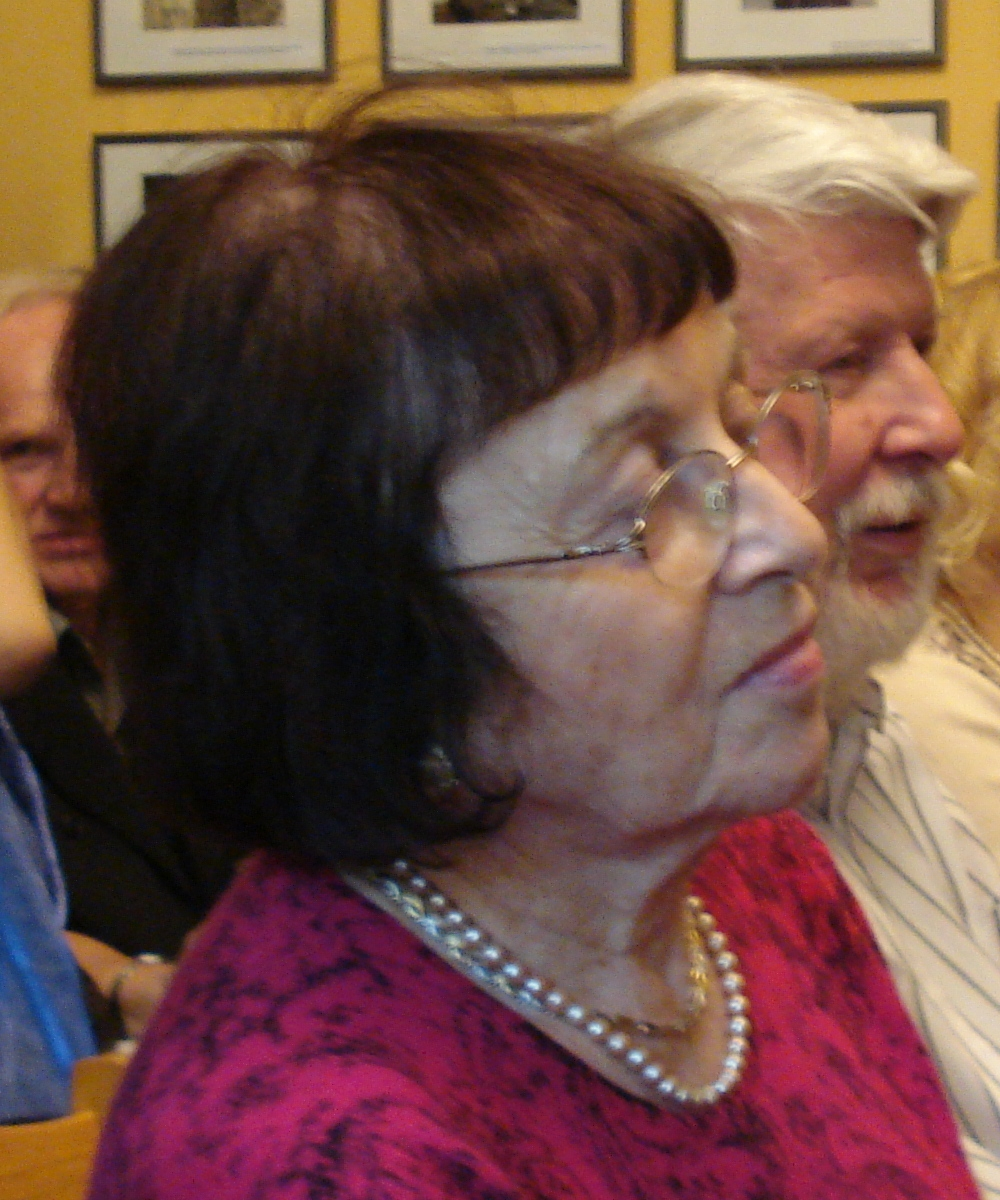
Irena Veisaitė (2009)

Irena Veisaitė (* 9. Januar 1928 in Kaunas; † 11. Dezember 2020 in Vilnius) war eine litauische Literatur- und Theaterwissenschaftlerin.
Sie war seit Juni 2020 Trägerin des Großen Verdienstkreuzes der Bundesrepublik Deutschland.

## Leben
Nach dem deutschen Überfall auf die Sowjetunion 1941 war Veisaitė im Ghetto Kaunas inhaftiert. Sie konnte entkommen und überlebte – getarnt als Christin – in Vilnius. 1953 absolvierte sie das Diplomstudium der Germanistik an der Lomonossow-Universität in Moskau. 1963 promovierte sie an der Staatlichen Universität in Leningrad über die späte Lyrik Heinrich Heines und war von 1953 bis 1997 Lektorin an der Pädagogischen Hochschule in Vilnius. Sie wurde 2012 für ihre Verdienste um den Kulturaustausch zwischen Deutschland und ihrem Heimatland mit der Goethe-Medaille ausgezeichnet. Veisaite war Beauftragte der Soros-Stiftung in Vilnius und Vorsitzende des Kuratoriums des Thomas-Mann-Kulturzentrums in Nidden. Am 23. Juni 2020 wurde ihr im Namen des Bundespräsidenten von Botschafter Matthias Sonn das Große Bundesverdienstkreuz der Bundesrepublik Deutschland verliehen.
Sie war Überlebende des Holocaust und setzte sich zeitlebens für Ausgleich und Verständigung ein.
Sie starb im Alter von 92 Jahren an den Folgen von COVID-19. Der litauische Staatspräsident Gitanas Nauseda würdigte ihr Leben und Wirken als „Denkmal für humanistische Werte“.

## Auszeichnungen
- Orden des litauischen Großfürsten Gediminas
- Großes Verdienstkreuz des Verdienstordens der Bundesrepublik Deutschland, Juni 2020

## Ehrungen
- 1999: Ehrenprofessorin der VPU